# Nowa Wieś Mała (gmina Grodków)
Nowa Wieś Mała (Nowinka), niem. Klein Neudorf, – wieś w Polsce, położona w województwie opolskim, w powiecie brzeskim, w gminie Grodków.
Obecnie trwają starania o wejście wsi w administracyjne granice miasta Grodków.
W latach 1975–1998 miejscowość należała administracyjnie do województwa opolskiego.

## Nazwa
W księdze łacińskiej Liber fundationis episcopatus Vratislaviensis (pol. Księga uposażeń biskupstwa wrocławskiego) spisanej za czasów biskupa Henryka z Wierzbna w latach 1295–1305 miejscowość wymieniona jest w zlatynizownej formie Nova villa czyli Nowa wieś.
Miejscowość została wymieniona w formie Noua villa w łacińskim dokumencie wydanym w 1351 roku w Brzegu przez Bolesława księcia śląskiego.

## Historia
Od końca XVIII w. wieś posiadała własną pieczęć gminną, na której wizerunku przedstawiono dwie skrzyżowane kosy skierowane ostrzem ku górze, pośrodku dwuzębne widły, nad widłami podkowa.